# Power to Change – Die EnergieRebellion
Power to Change – Die EnergieRebellion ist ein deutscher Dokumentarfilm aus dem Jahr 2016 von Carl-A. Fechner. Er beleuchtet die Notwendigkeit, Möglichkeiten und Vorteile der nachhaltigen Energieversorgung mithilfe von Solarenergie, Windkraft, Wasserkraft und Biomasse anhand von praktischen Beispielen der deutschen Energiewende.

## Inhalt
Der Film präsentiert Antworten auf Fragen, die im Zusammenhang mit der erfolgreichen Umsetzung der Energiewende immer wieder aufkommen. So werden Probleme bei der Speicherung von Energie aufgezeigt und mögliche Lösungen präsentiert. Weiterhin greift der Film Themen zur Versorgung (zentral oder dezentral), politische Konzepte, Kosten und weitere Themen in Verbindung mit der Energiewende auf.

## Begleitende Eventkampagnen und Finanzierung
Initiiert wurde der Film von dem Verein „Energiewende Hohenlohe e. V.“.
Er wird genutzt, um zu verbreiten, dass eine dezentrale Vollversorgung mithilfe erneuerbarer Energie nicht nur auch kurzfristig möglich, sondern auch für die Gesellschaft besser sei als eine nukleare oder fossile Energieversorgung.
Kleine und mittlere Unternehmen, Verbände, Vereine, unabhängige Organisationen und Privatpersonen ermöglichten mit kleinen Summen (Crowdfunding) die Dreharbeiten. Beispielsweise konnten sich die Unterstützer Filmbausteine kaufen und wurden dafür im Abspann genannt oder erhielten DVDs des Films.

## Veröffentlichung
- Kino: Der Film wurde in Deutschland am 18. März 2016 in Freiburg im Breisgau uraufgeführt.[4]
- DVD: Am 10. November 2016 erschien die DVD zum Film mit deutschen und englischen Untertiteln.

## Auszeichnungen
- Hollywood International Independent Documentary Award (Winner June Edition), 2016, USA[5]
- Deauville Golden Green Award, 2016, Frankreich[6]
- Best Feature Film/Full Length Documentary, Kuala Lumpur Eco Film Festival, 2016, Malaysia[7]
- Best Director ifab Award, International Film Awards, Berlin, 2016[8]
- International Award of Recognition, Documentary & Short International Movie Award Doshima, 2016, Indonesien[9]
- Impact Award, Vancouver International Film Festival, 2016, Kanada[10]
- Outstanding Excellence Award, Docs Without Borders Film Festival, 2016, USA[11]
- „Jury Mention“ in der Kategorie „Another World is possible“, 2016, International Documentary Film Festival of Mexico City (DocsMX)[12]